# Містер мама
«Містер мама» (англ. Mr. Mom) — американський художній фільм 1983 року, комедійна драма, знята режисером Стеном Драготі.
Головні ролі в цьому фільмі виконали Майкл Кітон, Тері Гарр, Мартін Мулл, Крістофер Ллойд та інші відомі актори. Прем'єра фільму відбулась 22 липня 1983 року в США.

## Сюжет
Події відбуваються в одній із звичайних американських сімей. Тато працює на заводі інженером, а мама в рекламному агентстві. В сім'ї діти, які потребують турботи.
Але ось в сім'ї грядуть зміни — тата звільняють з роботи, а мама навпаки отримує нову високооплачувану посаду. Але тепер вона не може приділяти дітям стільки часу як раніше. Але вихід є — домогосподаркою стає батько дітей. Але не все у нього виходить, зате фільм наповнюється багатьма комічними моментами.

## В ролях
- Майкл Кітон — Джек, тато
- Террі Гарр — Кароліна, мама
- Мартін Мулл — Рон
- Енн Джилліан — Джоан
- Крістофер Ллойд — Ларрі
- Бриттені Вайт — Меган
- Кортні Вайт — Меган
- Толізін Джаффе — Кенні
- Фредерик Келер — Алекс
- Джефрі Тембор — Джинкс